# 紐約客牛排

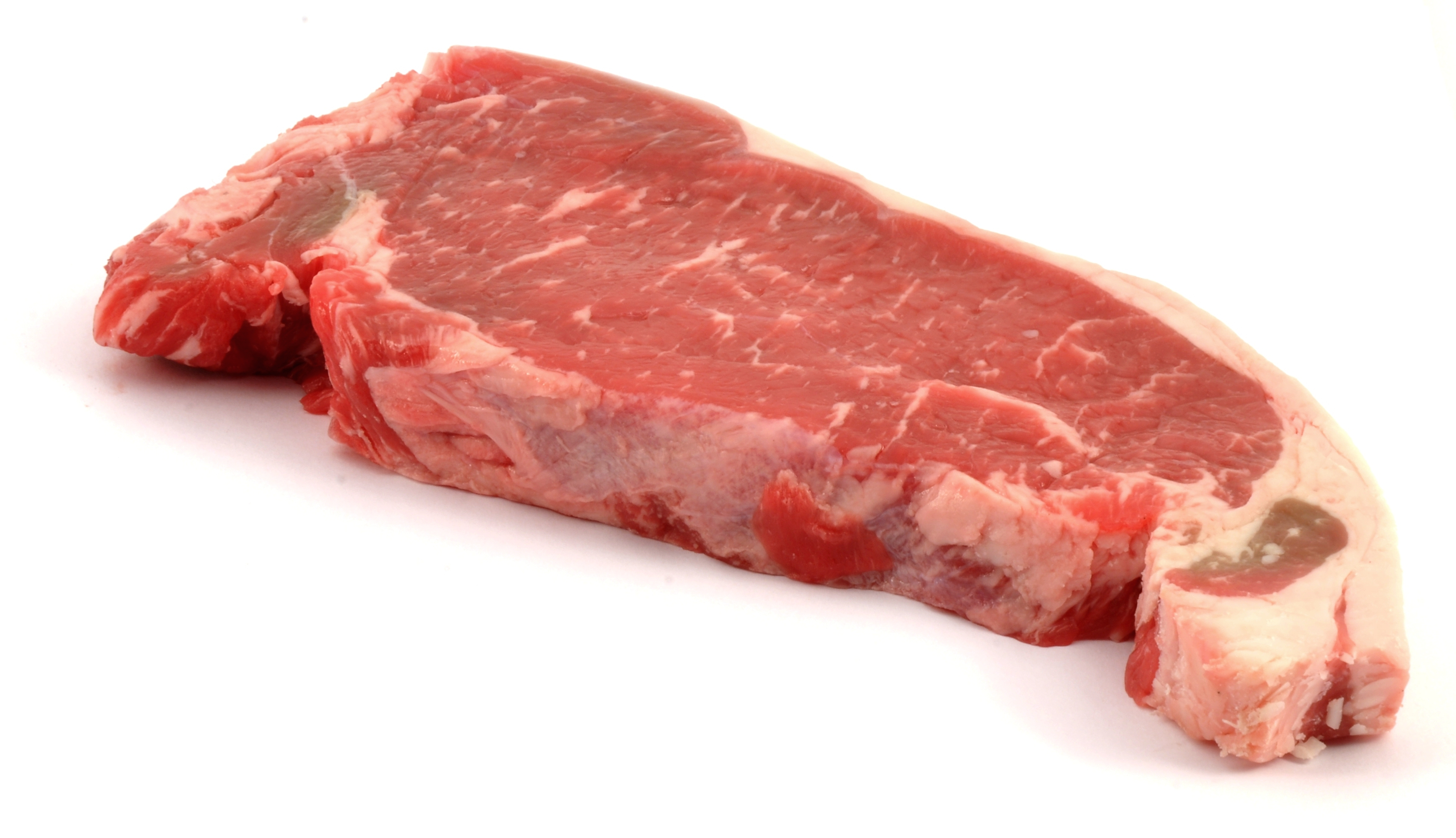
未烹調的紐約客牛排

紐約客牛排（英語：Strip steak，別稱New York strip steak）是一種取自牛前腰脊肉的牛排。由於各國牛肉屠宰方式不同，在英國、澳洲與南美洲等國則稱為沙朗（sirloin），有別於美國的沙朗。英文中的別名亦包括strip loin，shell steak等。

## 歷史

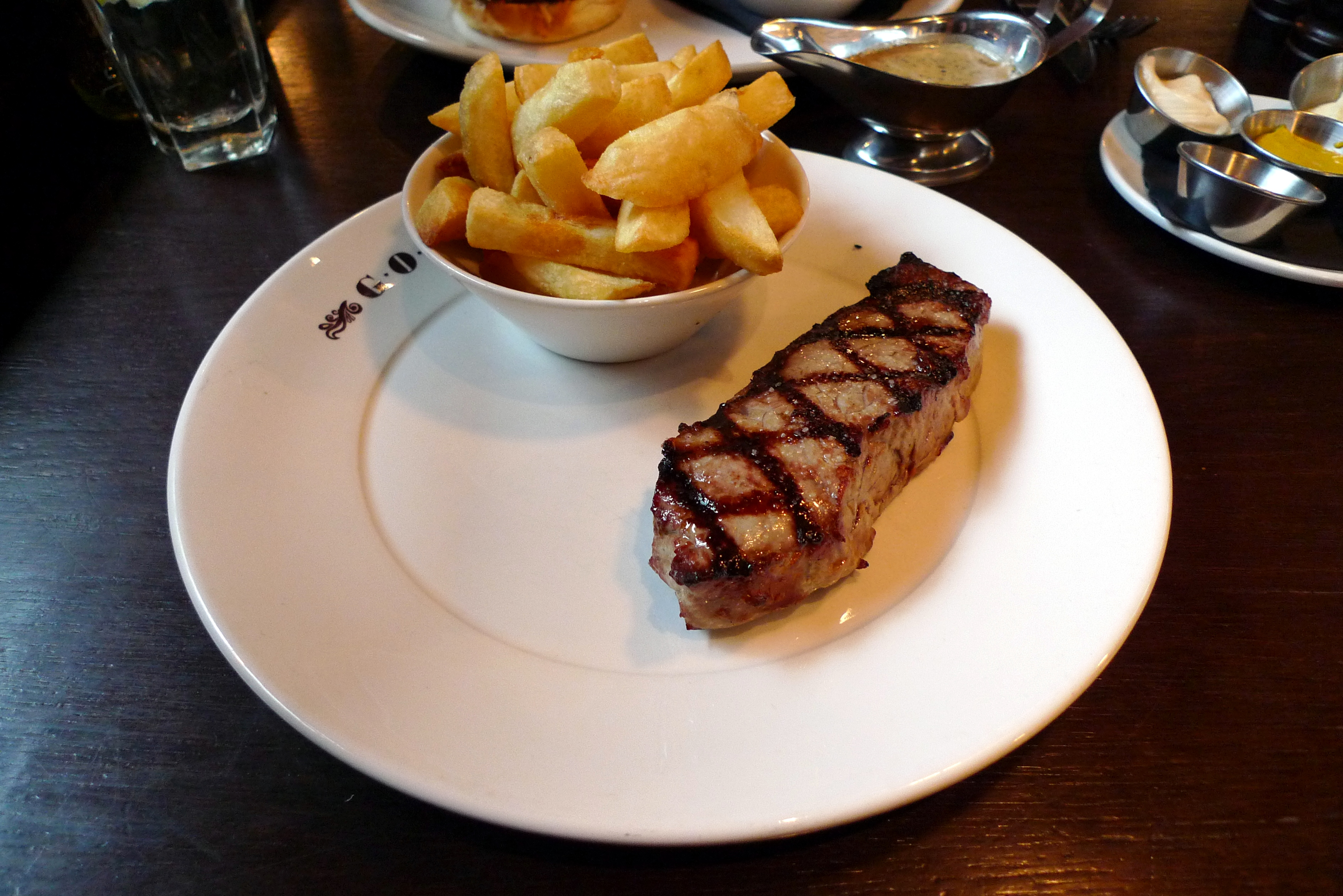
在倫敦供應的紐約客牛排

19世紀在曼哈頓開業的戴爾莫尼科餐廳的一道招牌菜即是取自牛前腰脊肉的牛排，當時被稱為“戴爾莫尼科牛排”（Delmonico steak），此種牛排後因與紐約市的聯繫而被稱為紐約客牛排。這一部位的牛排亦被稱作“堪薩斯城牛排”。

## 取材部位

美式牛肉切法，草綠色為紐約客牛排取材的位置

紐約客牛排取自牛的前腰脊部，包含運動量較小的肌肉，一些區域的肌肉運動量亦較大，這使紐約客牛排口感結實，嫩度不及肋眼或牛里脊肉，脂肪含量則介乎兩者之間。

## 變種
與腰脊骨和里脊肉相連的紐約客牛排被稱為丁骨牛排，因肉的中間被丁字形的腰脊骨隔開而得名。紐約客牛排在銷售時可帶骨，亦可無骨。